# Piz Chavalatsch
Der  Piz Chavalatsch (italienisch Monte Cavallaccio) ist ein 2763 m hoher Berggipfel in den Alpen. Auf dem Gipfel verläuft die Grenze zwischen Italien und der Schweiz bzw. der Provinz Südtirol und dem Kanton Graubünden. Der Gipfel, mit dem schweizerischen Grenzstein 29 markiert, ist der östlichste Punkt der Schweiz. Die zur italienischen Seite abfallenden Flanken sind im Nationalpark Stilfserjoch unter Schutz gestellt.

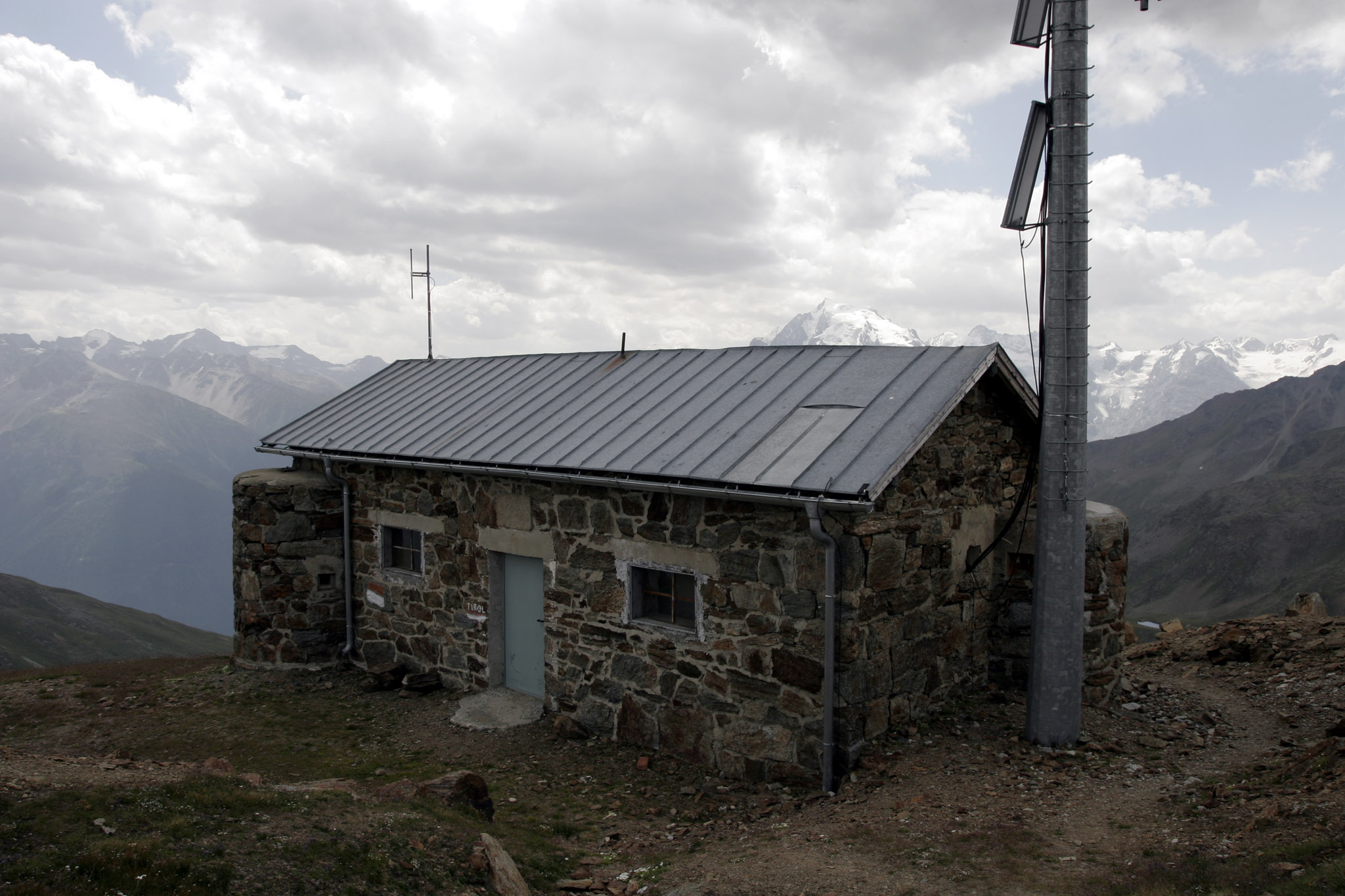
Ehemalige Zöllnerhütte

Der Berg ist eine der schönsten Aussichtkanzeln des Vinschgaus und ist über Stilfs und die in 2077 m Höhe gelegene und bewirtschaftete Obere Stilfser Alm, oder von der Schweiz aus in etwa 5 Stunden von Müstair, für Wanderer gut zu erreichen. Vom Gipfel hat man einen 360°-Rundblick unter anderem auf das Münstertal und die umliegenden Berge der Ortler-Alpen.
In ungefähr 60 m Entfernung vom Gipfelkreuz befindet sich eine ehemalige italienische Zöllnerhütte, die mittlerweile als Relaisstation des Dolomites Radio Club (italienisches Amateurfunkrufzeichen IR3EB) für Funkamateure im Vinschgau dient.